# بيت مجلي (الحيمة الخارجية)

تعديل مصدري - تعديل

بيت مجلي هي إحدى قرى عزلة بني سليمان بمديرية الحيمة الخارجية التابعة لمحافظة صنعاء، بلغ تعداد سكانها 261 نسمة حسب تعداد اليمن لعام 2004.